# روبرت إل. كارتر
روبرت إل. كارتر (بالإنجليزية: Robert L. Carter)‏ هو قاضي ومحامي أمريكي، ولد في 11 مارس 1917 في كاريفيل في الولايات المتحدة، وتوفي في 3 يناير 2012 في مانهاتن في الولايات المتحدة.